# Himno del Athletic Club
El himno del Athletic Club (en euskera Athleticen ereserkia) es el nombre que recibe el himno oficial del Athletic Club.

## Historia
La música del himno oficial del Athletic Club de Bilbao fue compuesta por José de Olaizola y Feliciano Beobide, con arreglos de Carmelo Bernaola en el año 1983, arreglando y combinando el pasacalles «Altza gaztiak» de Feliciano Beobide con «Alirón», de Aquino y Retana; la letra fue escrita por Juan Anton Zubikarai. Se estrenó por primera vez en el estadio de San Mamés el 30 de marzo de 1983.  El pasacalles «Altza gaztiak» del tolosano Beobide fue publicado como «Himno de los mendigoizales» (montañeros en euskera) para la Federación Vasca de Montañeros, con letra del también tolosano Emeterio Arrese.
Anteriormente hubo otros himnos populares y no oficiales en 1913 y 1950.

## Himno de 1913
En España entera triunfa

la canción del ¡alirón!

y no hay chico deportista

que no sepa esta canción.

Y las niñas orgullosas

hoy le dan su corazón

a cualquiera de los once

del Athletic campeón.

¡Alirón! ¡Alirón!

el Athletic es campeón.

Hoy el fútbol en España

es la máxima afición

y la gente se emociona

con los ases del balón.

Y lo mismo en Indochina

que en Italia y el Japón

todos cantan las proezas

del Athletic campeón.

¡Alirón! ¡Alirón!

el Athletic es campeón.